# Pagh Mørup
Jens Pagh Mørup (født 7. november 1943 i Trehøje, død 7. april 2017 i Herning ) var en dansk godsejer og forhenværende tekstilfabrikant.
Han var landmandssøn og kom 1963 på Hammerum Landbrugsskole. I 1965 begyndte han på tekstilskolen i Herning og fik job på en fabrik. 27. maj 1967 giftede han sig med Signe Hagelskjær (født 20. april 1944 i Trehøje). Sammen med hustruen Signe stiftede han 1966 Pagh Mørups Børnekonfektion A/S i Aulum, som ekspanderede med fabrikker i Polen og Ukraine, og som leverede tøj til store kæder såsom H&M, Marks & Spencer og C&A. I 2004 afviklede ægteparret virksomheden efter et år med stort fald i omsætningen.
Siden 1994 har ægteparret ejet Sindinggård, som de har restaureret.
Han har siddet i repræsentantskabet for Midtbank. Privat var han optaget af golf, som han både spillede og støttede økonomisk, bl.a. anlæggelsen af Trehøje Golfklub i 1993.